# Aplocheilichthys sp. nov. 'Naivasha'
Aplocheilichthys sp. nov. 'Naivasha' là một loài cá đã tuyệt chủng thuộc họ Poeciliidae. Nó là loài đặc hữu của Kenya. Môi trường sống tự nhiên của chúng là hồ nước ngọt.